# 고성 최필간고택
고성 최필간고택(固城 崔必侃古宅)은 대한민국 경상남도 고성군 하일면 학림리에 있는, 현 소유자의 5대조 최태순이 고종 6년(1869)에 지은 옛집이다.
1990년 12월 20일 경상남도의 문화재자료 제178호 고성 학림리 최영덕씨고가로 지정되었다가, 2015년 12월 24일 현재의 명칭으로 변경되었다.

## 개요
현 소유자의 5대조 최태순이 고종 6년(1869)에 지은 옛집이다. 모두 5동의 건물이 남북으로 배치되어 있다.

## 참고 문헌
- 고성 최필간고택 - 국가유산청 국가유산포털